# Atrévete, Susana

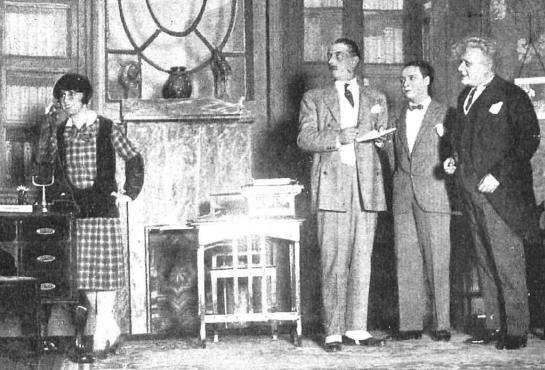
Imagen del estreno en España en 1929. Foto publ. en el n.º 1.829 (enero) de la revista Nuevo Mundo.

Atrévete Susana (título original: A templom egere; literalmente, Un ratón de iglesia) es una comedia en tres actos del dramaturgo húngaro László Fodor (1898 - 1978), estrenada en Budapest el 2 de diciembre de 1927.

## Argumento
Susie debe reunir todo su valor para solicitar el puesto de secretaria en el Banco de Budapest, dirigido por el apuesto viudo Barón Josef von Ullrich. Consigue el puesto, lo ocupa y, tras un tiempo, ve que se ha emanorado irremisiblemente de su jefe. En tales circunstancias, el Barón tiene por costumbre despedir a la empleada para no mezclar los negocios con el placer. Este caso será distinto, y el matrimonio se abre como una posibilidad.

## Versiones cinematográficas
Se han rodado varias versiones para la gran pantalla: 
- la comedia musical alemana Arm wie eine Kirchenmaus[1] (1931), con dirección de Richard Oswald, y actuación principal de Grete Mosheim, Anton Edthofer, Paul Hörbiger y Hans Thimig.[2][3]

- la estadounidense Beauty and The Boss (1932), con dirección de Roy Del Ruth, y con actuación principal de Marian Marsh, David Manners[4] y Warren William.[5]

- la británica The Church Mouse (1934), con dirección de Monty Banks, y con actuación principal de Laura La Plante, Ian Hunter y Edward Chapman.[6]

## Producciones en español
El estreno de la versión española fue en el Teatro del Príncipe, de San Sebastián, el 30 de agosto de 1929. En Madrid, sería el 2 de octubre del mismo año en el Teatro Reina Victoria. Fue con traducción de Tomás Borrás e interpretación de Josefina Díaz (Susana) y Santiago Artigas (Ulrico).
Se repuso en 1941, encabezando el cartel Francisco Pierrá y Amparo Martí.
Se ha emitido dos veces por Televisión española, en ambos casos en el programa Estudio 1: 
- el 22 de septiembre de 1975, con dirección de Gerardo N. Miró, y con actuación de Mónica Randall (Susana), Fernando Cebrián (el barónTomás Ulrico), Enrique Guitart (el conde Federico), Marta Angelat (Oly), Luis Fenton (Julio), José Orjas (Shuntzl), Luis Torner (Félix) y Ventura Oller (Juan).[7]
- el 13 de abril de 1980, con dirección de Pedro Pérez Oliva, y con actuación de Almudena Cotos (Susana), Víctor Valverde (el barón Tomás Ulrico), Narciso Ibáñez Menta (el conde Federico), Rosa Fontana (Oly), Manuel Andrés (Shuntzl), José Antonio Arnau (Julio), Alfredo Cembreros (Félix) y Anastasio Campoy (Juan).[8]